# Allard Clipper

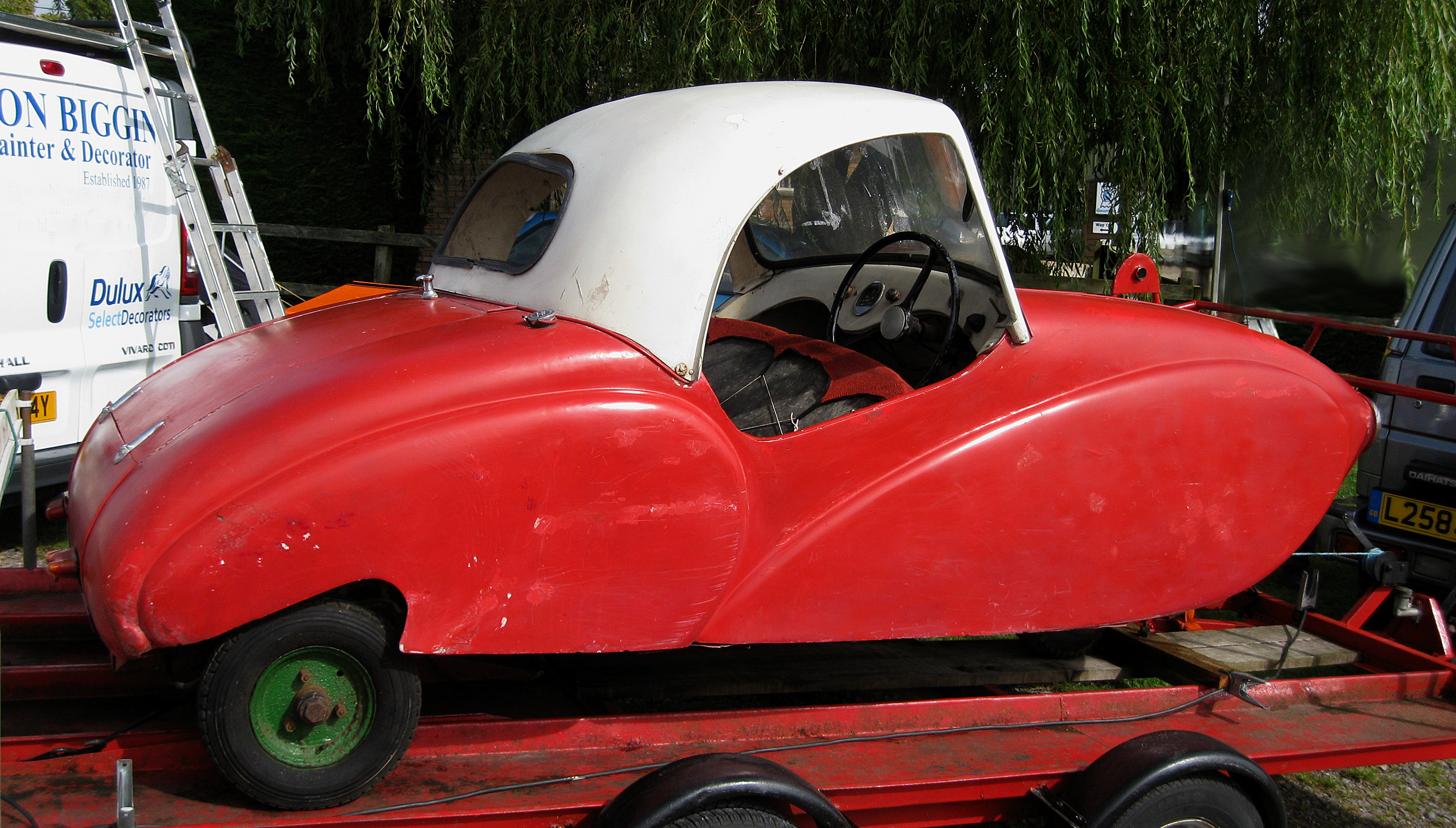
Allard Clipper (1954)

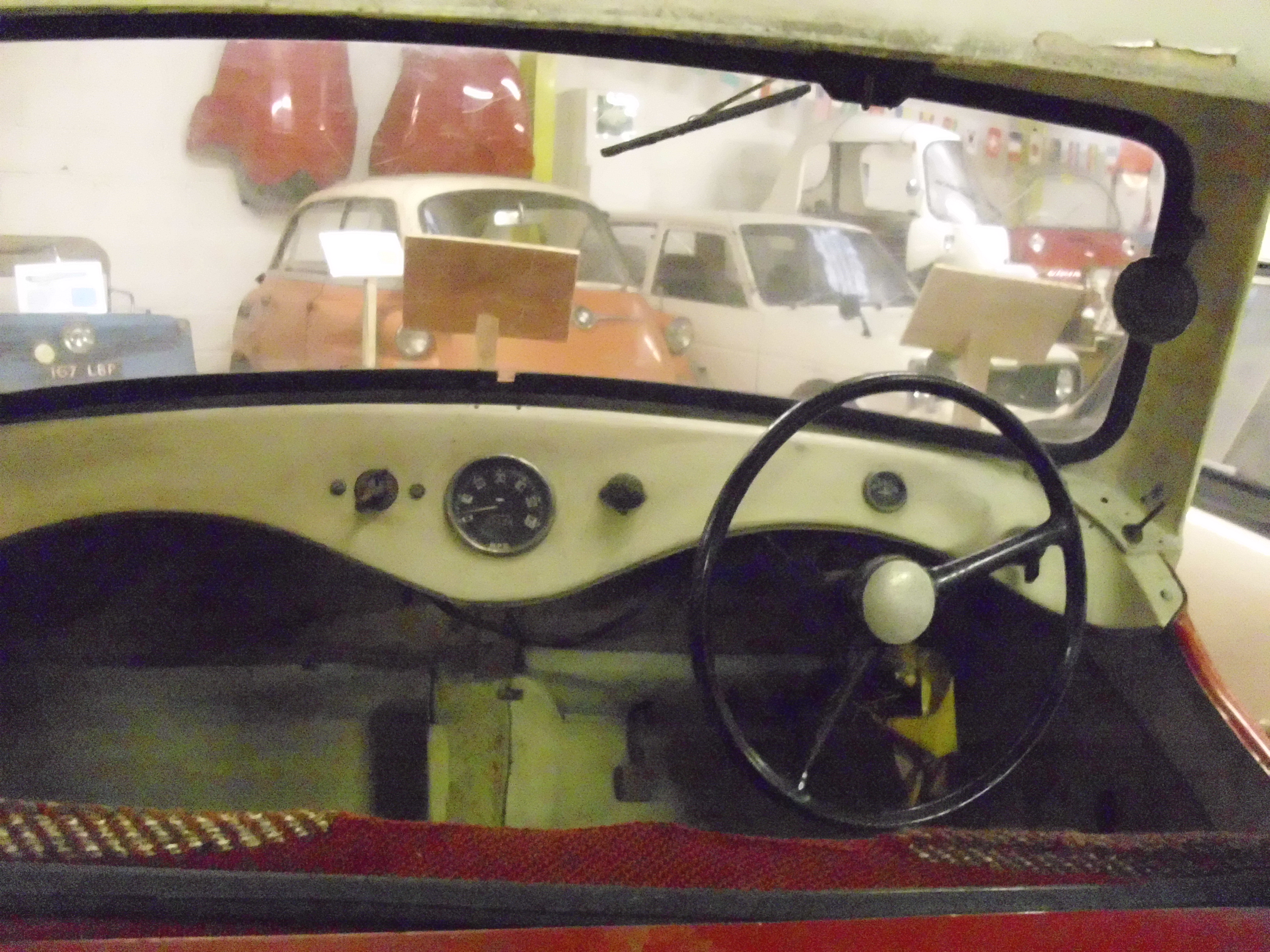
Interieur

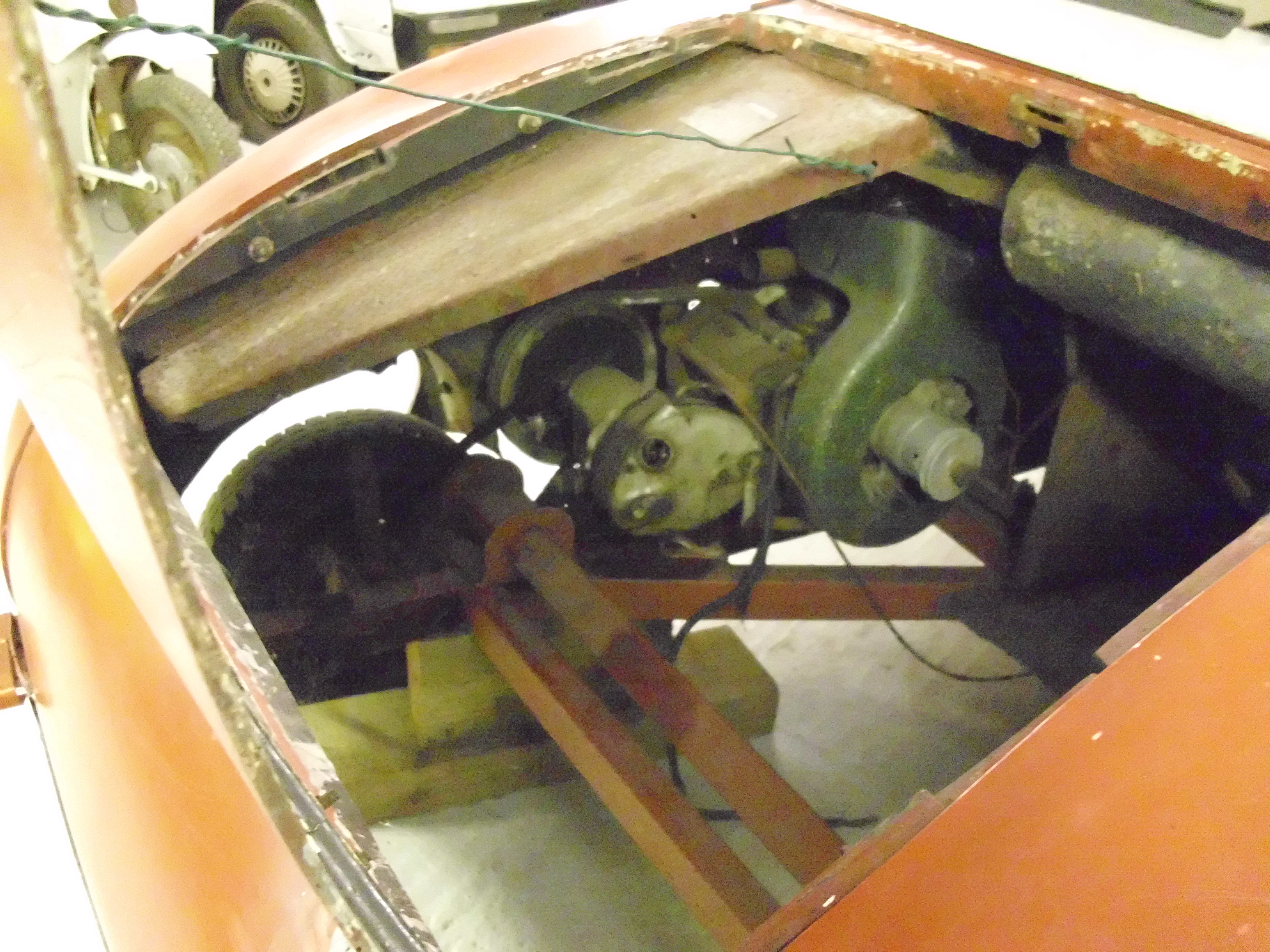
Motor

Der Clipper war ein dreirädriger Kleinstwagen, den der britische Sportwagenhersteller Allard 1953 und 1954 in geringen Stückzahlen baute. Das Projekt scheiterte, bevor die Serienproduktion begann.

## Hintergrund
Sydney Allard war ein erfolgreicher Automobilrennfahrer, der seit den späten 1930er-Jahren eigene Sport- und Rennwagen konstruierte. Nach dem Zweiten Weltkrieg entstanden leistungsstarke Fahrzeuge, die mit Motoren von Jaguar, Mercury oder Chrysler ausgestattet waren. Viele von ihnen wurden in die USA exportiert. Allard setzte seine Autos auch bei Motorsportveranstaltungen ein. 1952 gewann er die Rallye Monte Carlo in einem Auto seiner Marke. Im gleichen Jahr entschloss sich Sydney Allard dazu, die Modellpalette seines Unternehmens zu erweitern. In der Hoffnung auf größere Absatzchancen war eine Expansion in das Marktsegment kostengünstiger Kleinstfahrzeuge geplant, das in der Nachkriegszeit auch in Großbritannien florierte. Der Clipper sollte in dieser Kategorie gegen Autos von Bond und ähnlichen Herstellern antreten.

## Technik
Konstrukteur des Clipper war David Gottlieb, der Inhaber des Unternehmens Powerdrive Ltd.
Der Allard Clipper war ein dreirädriges Fahrzeug, bei dem das einzelne Vorderrad gelenkt wurde. Das Auto beruhte auf einem Stahlrahmen. Seine Karosserie bestand aus glasfaserverstärktem Kunststoff. Sie wurde bei dem britischen Flugzeugkonstrukteur Hordern-Richmond hergestellt. Der Allard Clipper war das erste britische Automobil mit einer Kunststoffkarosserie.
Das Auto hatte eine fest stehende Windschutzscheibe mit einem rundlichen Hardtop. Die Türen waren vorn angeschlagen und tief ausgeschnitten. Seitliche Fenster gab es nicht. Im Innenraum befand sich eine Sitzbank, auf der nach Vorstellung des Werks drei Personen sitzen konnten. Im Wagenheck waren zwei ungeschützte ausklappbare Notsitze („Schwiegermuttersitz“), die für zwei Kleinkinder vorgesehen waren.
Als Antrieb diente ein 346 cm³ großer Zweizylinder-Zweitaktmotor von Villiers Ltd., der ursprünglich für Motorräder konstruiert worden war und 8 PS abgab. Er war über der Hinterachse positioniert. Angetrieben wurde nur das linke Hinterrad. Die Kraft wurde mittels einer Kette übertragen. Das Getriebe kam von Burman. Die Räder hatten einen Durchmesser von 20 cm.

## Vermarktung
Sydney Allard sah in dem Clipper einen Beitrag zur Motorisierung junger Familien. Der Cipper wurde als Auto für fünf Personen vorgestellt; die Werbung bezeichnete ihn als „Kleinwagen für die ganze Familie“. Einer der Werbeslogans lautete: „Take the nipper in a Clipper!“ (etwa: „Transportiere das Kleinkind in einem Clipper!“).

## Probleme
1953 und 1954 fertigte Allard etwa 20 Prototypen. Dabei erwies sich das Konzept des Clipper in mehrfacher Hinsicht als problematisch. Generell galt die Zuverlässigkeit des Autos als gering. Die Kühlung des Motors war mangelhaft. Es gibt Berichte, wonach das Fahrwerk dem Gewicht von fünf Personen nicht gewachsen war und Aufhängungsteile bei voller Beladung brachen. Da nur ein einzelnes Rad angetrieben war, war die Traktion in Linkskurven jedenfalls dann problematisch, wenn das Auto nur mit dem (rechtsseitig sitzenden) Fahrer besetzt war. Schließlich waren die hinteren Notsitze ein Sicherheitsrisiko für die Passagiere, sodass einige Pressestimmen sie nur „Eltern mit sadistischen Neigungen“ anempfahlen.

## Produktion
Nachdem die technischen Defizite des Clipper bei den Vorserienexemplaren offenbar geworden waren, gab Sydney Allard das Projekt auf. Eine Behebung der Mängel war aus seiner Sicht unverhältnismäßig teuer. Die Produktion beschränkte sich daher auf die 20 bis 1954 hergestellten Fahrzeuge. Von ihnen existieren noch drei, eines davon steht in Deutschland.